# Ponte laser
Per ponte laser, nell'industria tessile, si intende un macchinario usato per tagliare parti di tessuto, pelli e materiali vari di consistenza leggera, con forme sagomate, successivamente utilizzate per applicazioni decorative.
È formato da una testa galvanometrica e una sorgente a laser CO2 che scorre lungo una trave orizzontale (ponte) sorretta da due colonne laterali ed in alcuni casi una o più supporti centrali. Questa struttura viene collocata sopra una o più macchine da ricamo mono e multi-testa, banchi di taglio, macchine “roller”, con lo scopo di tagliare e incidere tessuti direttamente in macchina.

## Storia
Prima dell'avvento del ponte laser, i tessuti venivano fustellati, per poi applicarli sul tessuto di base.
Si utilizzava una fustella in acciaio di spessore 8/5 mm con altezze che variano da 50 a 100 mm a seconda della quantità di pezzi che si volevano tagliare contemporaneamente. La fustella veniva premuta da una pressa sopra il materiale da tagliare.
Il particolare di stoffa così ritagliato (applicazione) veniva posato sopra il materiale di base che si trovava nella macchina da ricamo (avendo fatto prima una cucitura di riferimento), veniva fissato ed infine ricamato.
Il metodo di fustellatura manuale è stato sostituito dalla tecnologia a taglio laser, con i plotter di taglio prima e poi con il ponte laser.

## Tecnologia usata
La tecnologia impiegata utilizza un procedimento del tutto nuovo: il raggio laser viene guidato dalla combinazione dello spostamento del carrello e dalle riflessioni di appositi specchi pilotati da motori elettromagnetici. Questo metodo consente una precisione ed una velocità di taglio di gran lunga maggiori rispetto ai sistemi tradizionali (1/100 di mm invece di 1/10 di mm).
Il laser garantisce una miglior precisione rispetto al taglio manuale o, volendo, permette di imitare un taglio irregolare o frastagliato proprio come fosse fatto a mano, con il vantaggio che sulle fibre sintetiche il laser salda automaticamente evitando che il tessuto si sfili.
Inoltre, ove il taglio vada coperto da un cordoncino il risultato è privo delle sbavature tipiche dei tagli manuali fatti dopo la realizzazione del cordoncino stesso; il laser tagliando prima dell'esecuzione del cordoncino permette un risultato sempre perfetto.
L'abbinamento “laser + macchina da ricamo” offerto dal ponte laser permette di evitare inoltre doppie lavorazioni, non serve più far tagliare a mano dopo aver ricamato le applicazioni. Permette anche una maggiore precisione, perché il laser lavora sullo stesso telaio dove lavora la macchina ricamatrice evitando errori di posizionamento. 
È possibile ottenere effetti di taglio e incisione (come l'invecchiamento dei jeans) in maniera molto rapida ed efficiente. 